# Michael Florent van Langren

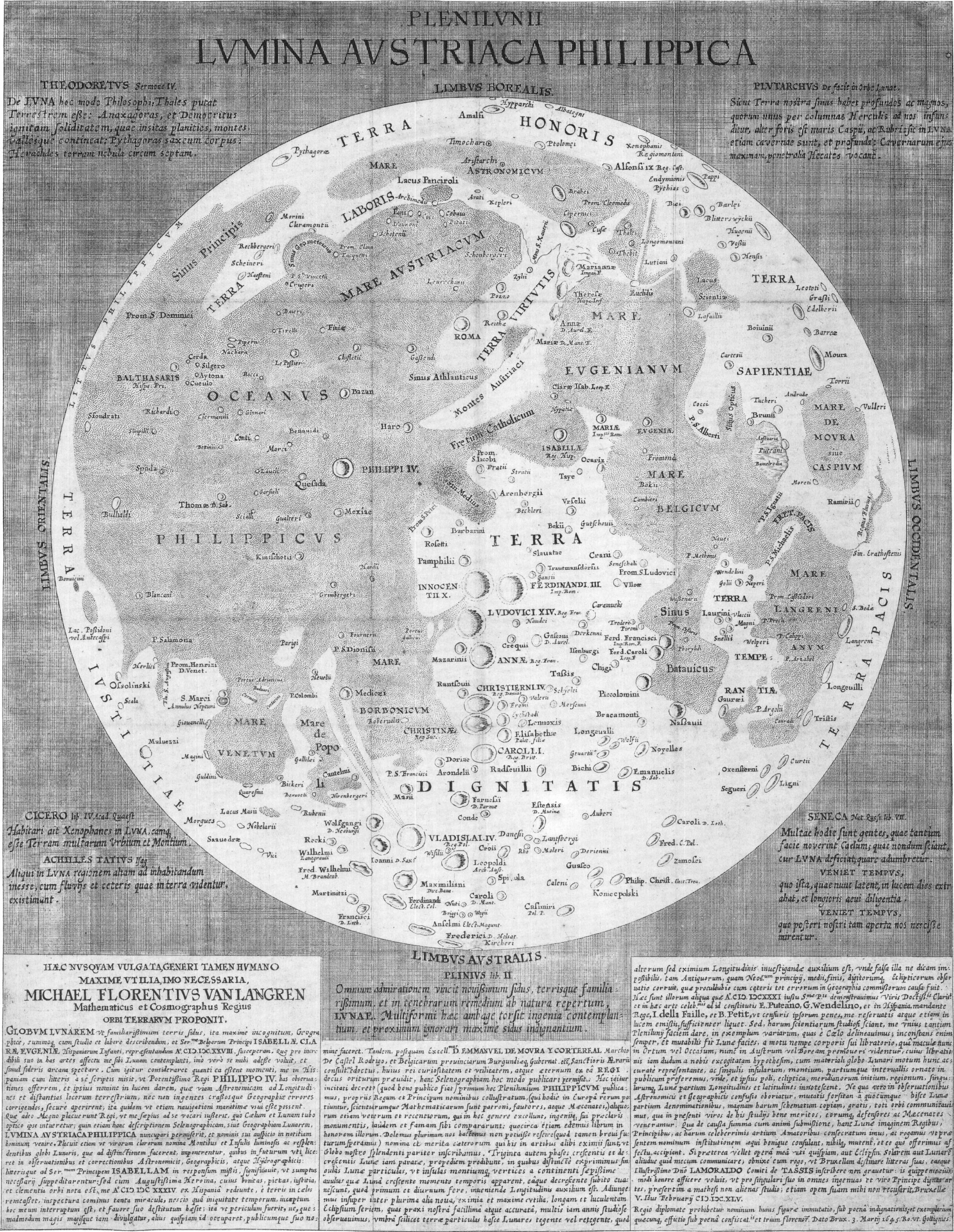
Mapa lunar de Michael van Langren (1645), publicado com o apoio financeiro de Manuel de Moura Corte-Real e onde constam a cratera Moura e o mare de Moura.

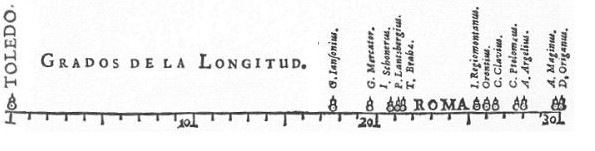
Grafo com dados estatístico mostrando a ampla variação das estimativas da diferença em longitude entre Toledo e Roma.

Michiel Florent van Langren (Amsterdam, bapt. 27 de abril de 1598 — Bruxelas, maio de 1675), frequentemente com o nome latinizado para Langrenus, foi um astrónomo e cartógrafo, pioneiro nos campos da cartografia lunar e da selenografia. Publicou, em 1645, o primeiro mapa da Lua com a nomenclatura do acidentes selenográficos observáveis com os telescópios da época.

## Biografia
Michael van Langren foi o membro mais jovem de uma família de cartógrafos neerlandeses. O seu avô, Jacob Floris van Langren, nasceu em Gelderland, mas mudou-se para a Holanda do Sul e mais tarde para Amsterdão, onde nasceram os seus filhos Arnold e Henricus. De forma pouco usual para a época, os membros da família mantiveram o segundo nome Floris em vez de um patrónimo.
Jacob Floris van Langren e os seus filhos produziram globos a partir de 1580, tanto terrestres quanto celestiais. Um par de globos de 1586 sobreviveu, sendo possível determinar que o globo celeste é baseado em dados astronómicos fornecidos por Rudolf Snellius, o pai de Willebrord Snellius, enquanto Petrus Plancius colaborou na edição de 1589. Em 1592, os Estados Gerais concederam à família van Langren o monopólio da produção de globos, o que levou a uma disputa com Jodocus Hondius.
Arnold e Henricus também produziram mapas. Os seus mapas-múndi de meados da década de 1590 geralmente eram desenhados a partir de mapas de Petrus Plancius ou de Abraham Ortelius, mas às vezes continham novidades baseadas em descobertas recentes, como é o caso da apresentação de Nova Zembla como uma ilha ou da Coreia como uma península.
Arnold transferiu-se com sua família, que incluía os seus filhos Jacob e Michael, de Amsterdão para Antuérpia por volta de 1609, durante a Trégua dos Doze Anos, uma trégua entre a coroa espanhola e os Estados Gerais. Da administração espanhola obteve o título de Sphérographe de leurs Altesses (Esferógrafo de Suas Altezas) e uma subvenção de 300 libras para custear a sua mudança.
Michael van Langren não recebeu uma educação universitária, tornando-se cartógrafo e engenheiro aprendendo as técnicas utilizadas pela sua família. A formação e a experiência que adquiriu permitiram que servisse como cosmógrafo real e matemático do rei Filipe IV de Espanha. No seu trabalho foi ajudado pelo patrocínio de mecenas poderosos, entre os quais a infanta Isabel Clara Eugenia de Austria e Manuel de Moura Corte-Real, o marquês de Castelo Rodrigo, governador-geral dos Países Baixos Espanhóis.
Entre as suas contribuições mais importantes para a cartografia e cosmografia estão o aperfeiçoamentos dos métodos de determinação das diferenças de longitude entre lugares e a publicação do primeiro mapa lunar detalhado com atribuição de topónimos aos acidentes selenográficos mais notáveis.
Uma das suas principais contribuições científicas foram as tentativas de determinar com precisão a longitude de um lugar em relação a outro. Para mostrar a magnitude do problema, criou o primeiro gráfico de dados estatísticos que se conhece, mostrando a ampla gama de estimativas da distância em longitude entre Toledo e Roma. Recorrendo aos seus conhecimentos de selenografia, matéria em que era especialista, acreditava que poderia melhorar a precisão da determinação da longitude, particularmente no mar, observando picos e crateras da Lua à medidas que eles aparecem e desaparecem com o movimento da Lua, não apenas durante os eclipses da Lua, mas também durante toda a lunação.
O objectivo de usar a cartografia lunar para determinar a longitude levou a que produzisse um mapa de grande precisão da Lua, publicado em 1645. Planeava produzir mapas da Lua como é observada da Terra em trinta fases lunares diferentes, mas não se conhece a concretização desse plano. Foi o primeiro a atribuir nomes a várias estruturas lunares, mas poucos desses nomes foram amplamente aceites porque correspondiam principalmente a monarcas, cientistas e artistas da católicos.
Ainda assim, o mapa Langren demonstra que os mapas da Lua de Giovanni Battista Riccioli e de Francesco Maria Grimaldi não foram os primeiros que se publicaram. Na realidade, em 1645, Michael van Langren publicou o que é reconhecido como o primeiro mapa da Lua, introduzindo um esquema de nomes para as suas estruturas observáveis, diferenciando-o de anteriores desenhos da Lua, publicados sem legendas. Dois anos depois, em 1647, Johannes Hevelius publicaria também mapas detalhados da Lua no seu trabalho Selenographia, sive Lunae descriptio.
Michael van Langre também publicou as suas observações do cometa de 1652, o cometa C/1652 Y1 e produziu diversos mapas dos Países Baixos Espanhóis. No campo da engenharia, elaborou os planos para a construção de um porto de mar próximo a Dunquerque e para a introdução de melhorias no porto de Ostend. Também desenvolveu esforços para desassorear os canais de Antuérpia, introduzindo nos seus projectos conceitos de controle de inundação e de fortificação militar.
Deu o seu nome a uma cratera lunar, a cratera Langrenus, nome que foi preservado até ao presente, pese embora a maioria dos seus outros topónimos lunares ter sido perdida.